# Шуберт, Фёдор Иванович
Фёдор Иванович (Фридрих Теодор) Шуберт (нем. Friedrich Theodor von Schubert; 1758—1825) — русский математик, астроном, геодезист и популяризатор науки немецкого происхождения.

## Биография
Родился в городе Хельмштедт в герцогстве Брауншвейг-Вольфенбюттель в семье известного учёного богослова и оратора Иоанна Эрнста Шуберта. Обучался в гимназии и в университете в Грейфсвальде, в шведской Померании. Изучал также теологию в Хельмштедте. С 1776 по 1779 год, после смерти отца, обучался в Гёттингене восточным языкам и богословию. В 1779 году уехал в Швецию в качестве гувернёра. Затем вернулся в Грейфсвальд, надеясь получить место священника, однако был вынужден заниматься репетиторством. Был домашним учителем в доме майора Кронгельма, который увлекался астрономией, и сам увлёкся этой наукой. В 1780—1783 гг. — домашний учитель в Штральзунде.
В 1783 году переехал в Россию, сначала в Ревель, где получил должность ревизора Гапсальского уезда, а в 1785 был определён географом при Петербургской академии наук, причём первым его делом в связи с этой должностью было устройство повреждённого пожаром Готторпского глобуса. Адъюнкт Петербургской академии наук (c 1786) и академик c 1789 года. С 1804 года заведовал академической обсерваторией. Занимался вопросами мореходной астрономии, по его инициативе были созданы морские астрономические обсерватории в Николаеве и Кронштадте.
В астрономии основные труды Шуберта относятся к практической астрономии и небесной механике. Разрабатывал теории движения Марса, Луны,
Урана, Цереры. В 1805 году вместе с сыном участвовал в неудачной российской экспедиции в Китай. Произвёл магнитные наблюдения по маршруту Петербург — Казань — Тобольск — Иркутск. Наряду с научной работой, занимался популяризацией астрономии. В Петербурге в 1798 году впервые опубликовал курс теоретической астрономии, который по предложению П. С. Лапласа был переведён на французский язык и издан в Западной Европе. Автор «Руководства к астрономическим наблюдениям…» (1803, на немецком языке, перевод на русский язык осуществил И. И. Фицтум). Широкую известность имела его книга «Популярная астрономия» (части 1—3, 1804—1810), в которой описана история астрономии от древности до появления «Небесной механики» Лапласа.
В математике труды Шуберта (связанные с астрономией и картографией) относятся к сферической геометрии, где он изучил свойства локсодромы, в работах 1788—1789 годов ввёл термины «конформная проекция». Кроме того, у Шуберта имеются труды по алгебре и теории особых точек кривых.
С 1808 по 1818 год издавал календари «Карманный месяцеслов» и «Морской месяцеслов» для нужд морского флота, с 1810 по 1825 год редактировал выходившую в Санкт-Петербурге на немецком языке газету «St. Petersburger Zeitung».
В 1813 году Шуберт был принят в число почётных членов государственного адмиралтейского департамента. В 1816 году произведён в действительные статские советники.
Видный масон. Мастер стула ложи Соединённых друзей, почётный член многих российских и зарубежных лож. В 1819—1820 гг. — наместный мастер Великой ложи Астрея, затем её Первый великий надзиратель.
Награждён орденом Святого Владимира 4-й степени, впоследствии орденом Святого Владимира 3-й степени и орденом Святой Анны 2-й степени с алмазами.
В честь Ф. И. Шуберта названа гора Шуберта [Комацу] (Тихий океан, остров Кюсю, 31°41′ с. ш., 131°15′ в. д., название горе присвоено в 1805 году И. Ф. Крузенштерном, в настоящее время русское название на карты не наносится).
Похоронен на 36-м участке Смоленского евангелического (лютеранского) кладбища в С.-Петербурге. В 1988—1989 годах саркофаг на могиле был утрачен, в 1993—1994 гг. восстановлен родственниками.

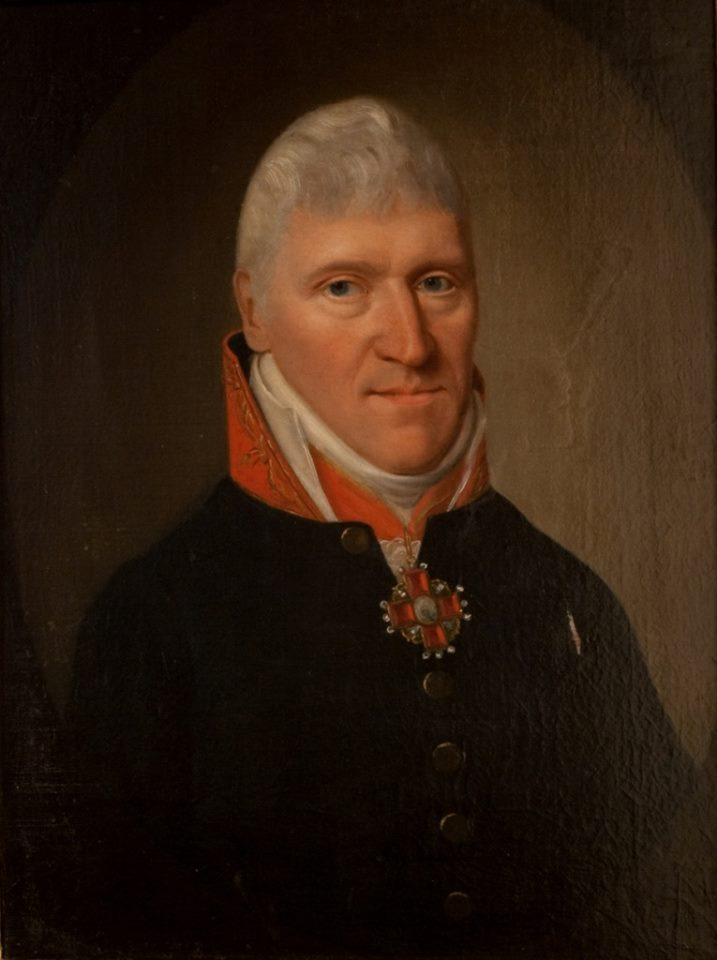
Портрет работы Густава Адольфа Гиппиуса, 1810-е гг.
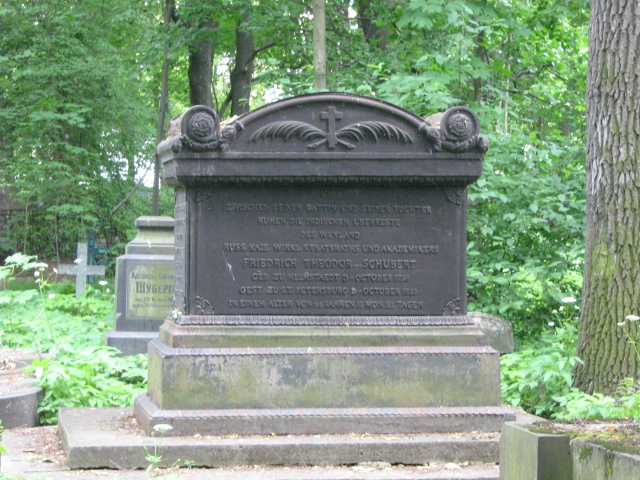
Надгробие Фридриха Теодора Шуберта на Смоленском лютеранском кладбище
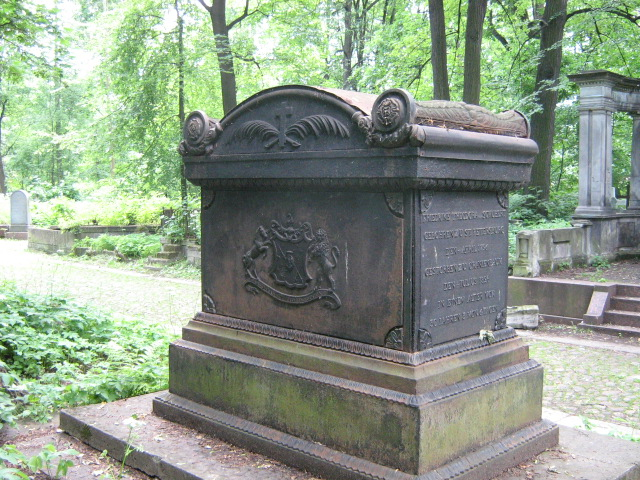
Надгробие Фридриха Теодора Шуберта, вид с другой стороны

Его именем названа гора в Тихом океане.

## Семья
От брака с баронессой Луизой-Фридерикой Кронгельм родились:
- Фёдор Фёдорович (1789—1865), учёный-геодезист, генерал от инфантерии и руководитель Корпуса военных топографов Российской армии. С. В. Ковалевская, внучка Ф. Ф. Шуберта, — известный математик.
- Фредерика Фёдоровна (1791—1842), жена дипломата и учёного Г. И. Лангсдорфа.
- Каролина Фёдоровна (1794—1876)
- Теодора Фёдоровна (1796—1826)
- Шарлотта Фёдоровна (1803—?).

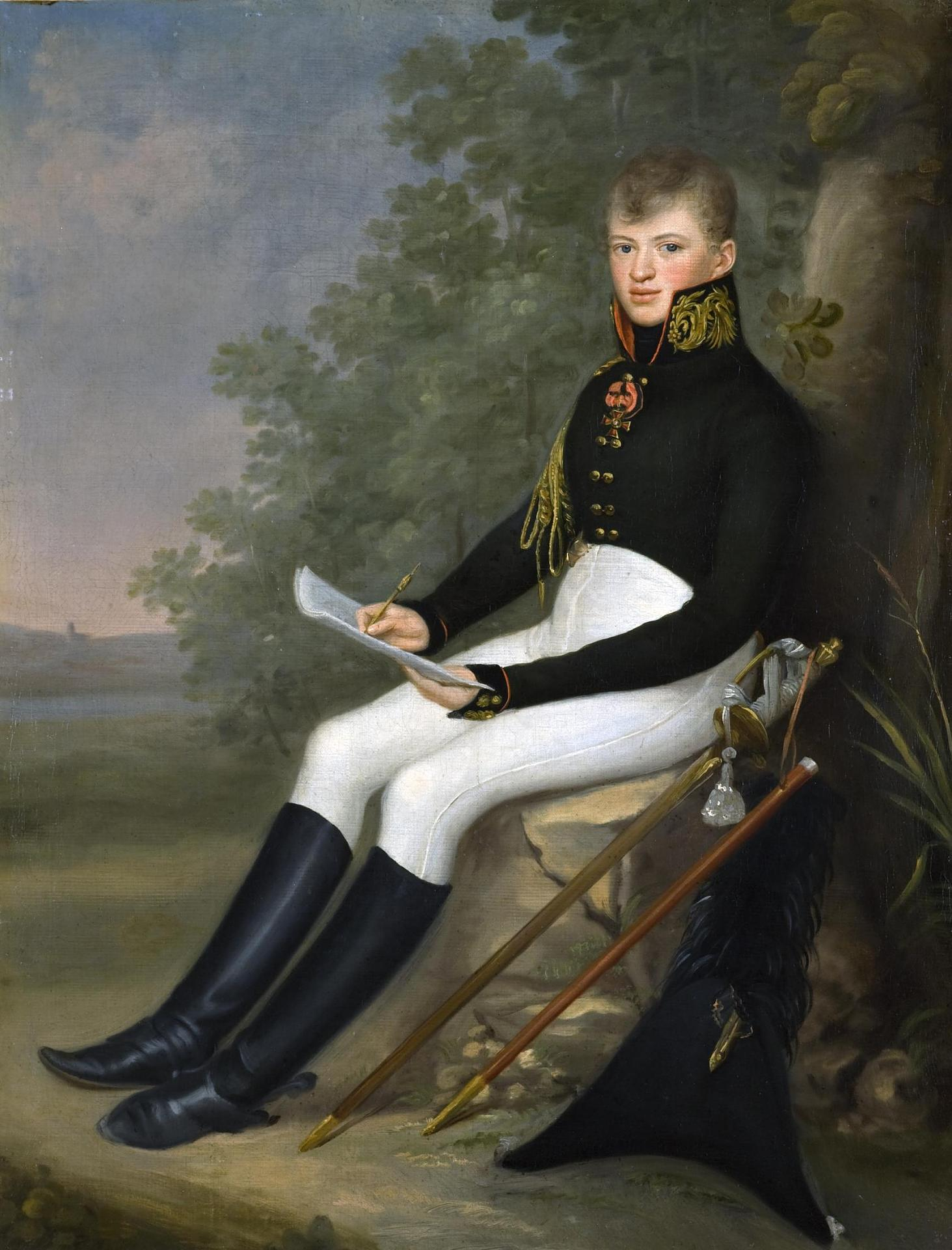
Портрет Фёдора Фёдоровича, 1807 г.
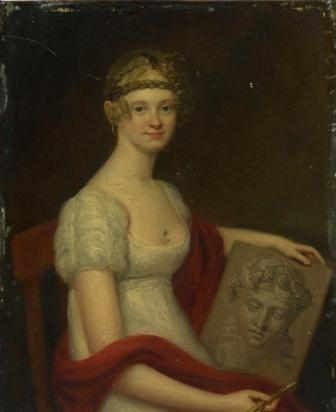
Портрет Фредерики Фёдоровны, 1806 г.
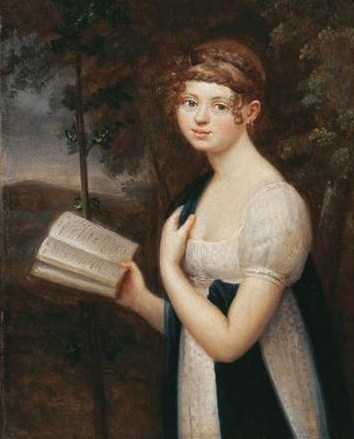
Портрет Фредерики Фёдоровны, 1808 г.
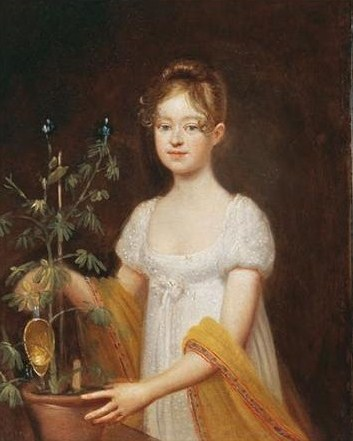
Портрет Каролины Фёдоровны, 1808 г.
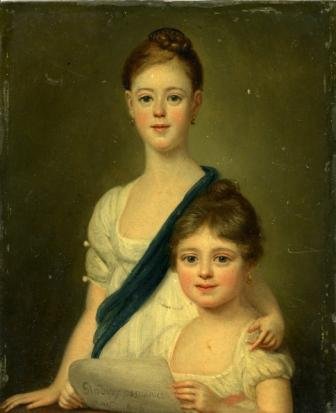
Портрет Теодоры-Доротеи Фёдоровны и Шарлотты Фёдоровны, 1808 г.

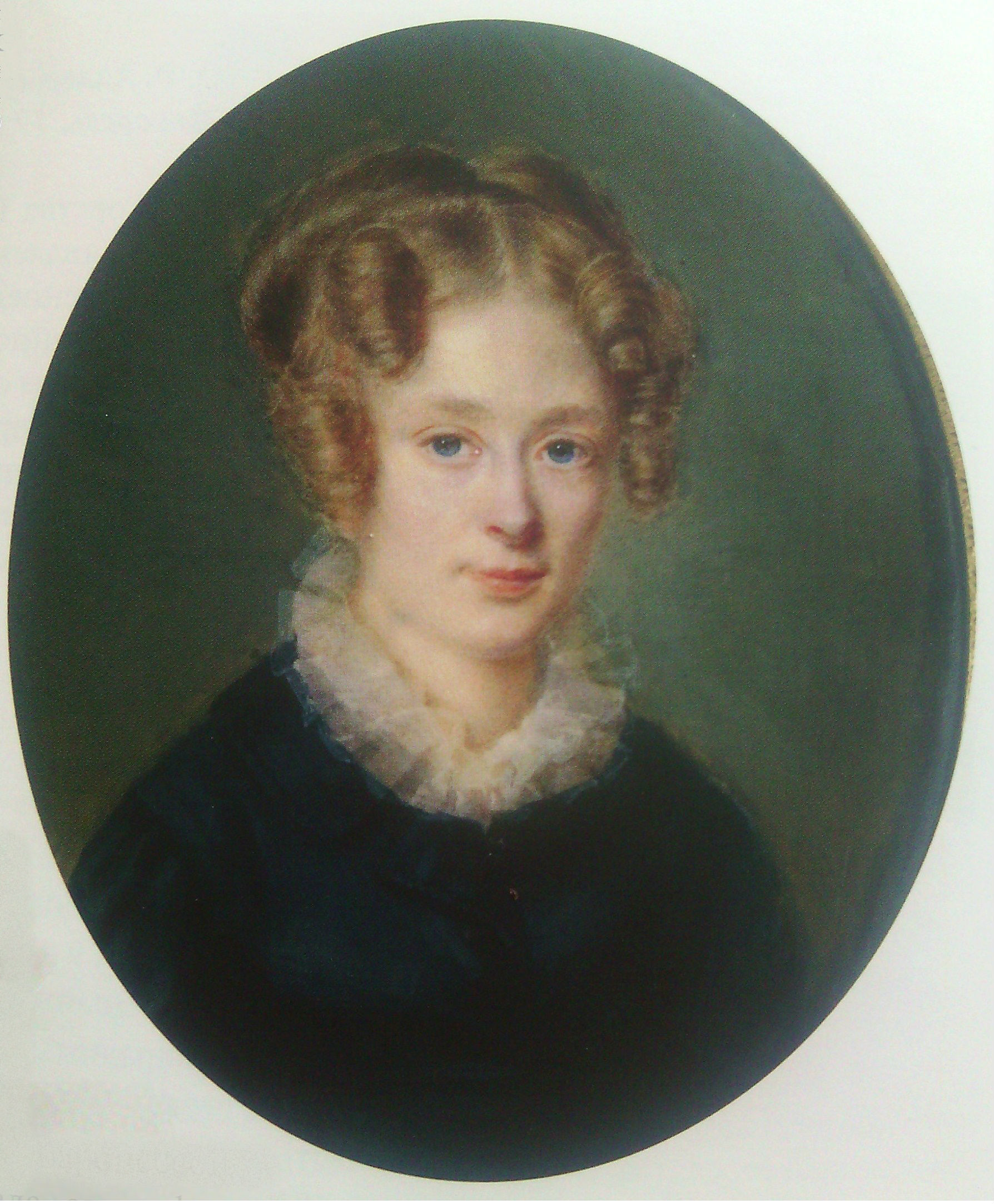
Портрет Фредерики Фёдоровны, 1821 г.
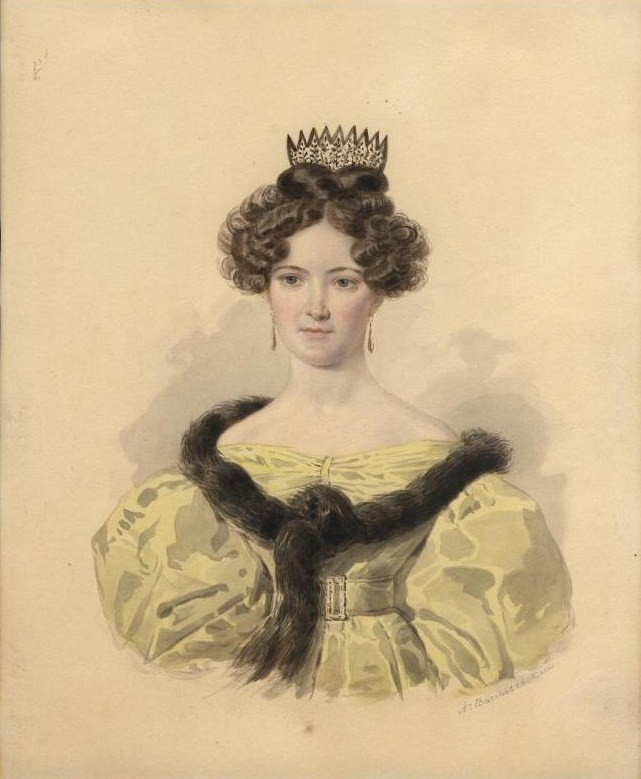
Портрет Шарлотты Фёдоровны, 1830-е гг.